# Sweet Potato Pie
《Sweet Potato Pie》는 1997년 머큐리 레코드를 통해 발매된 미국의 블루스 음악가 로버트 크레이의 열한 번째 스튜디오 음반이다. 이 음반은 크레이가 프로듀싱한 음반이다.

## 배경
이 음반은 테네시주 멤피스에 있는 애던트 스튜디오에서 존 햄턴과 스키드 밀스가 녹음했다. 〈Trick or Treat〉는 오티스 레딩의 커버곡이다.
크레이는 B. B. 킹과 함께 투어를 하며 음반을 지원했다. 《Sweet Potato Pie》는 빌보드 200에서 184위로 정점을 찍었고, "최고의 컨템포러리 블루스 음반"으로 그래미 어워드 후보에 올랐다.

## 평가
| 전문가 평가                                 | 전문가 평가 |
| 평가 점수                                   | 평가 점수   |
| 출처                                        | 점수        |
| ------------------------------------------- | ----------- |
| AllMusic                                    | [ 8 ]       |
| Chicago Tribune                             | [ 9 ]       |
| The Encyclopedia of Popular Music           | [ 10 ]      |
| Los Angeles Daily News                      | [ 11 ]      |
| MusicHound Blues: The Essential Album Guide | [ 3 ]       |
| The Penguin Guide to Blues Recordings       | [ 12 ]      |
| USA Today                                   | [ 4 ]       |

《로스앤젤레스 데일리 뉴스》는 "이곳의 소재는 근육질의 60~70년대 솔 느낌을 준다... 크레이의 보컬은 서던 알앤비의 영웅 O. V. 라이트와 제임스 카에게 단지 립 서비스를 제공하는 것이 아니다"라고 언급했다. 《USA 투데이》는 "크레이는 멤피스 혼스에 의해 점철된 밴드의 우울한 사운드인 사랑과 상실에 대해 주로 노래한다"라고 말했다. 《시카고 트리뷴》은 대부분의 노래들이 "자신들을 구별하는 데 별 도움이 되지 않는 싱거운 발라드 또는 중간 템포의 곡들"이라고 결론 내렸다.

## 곡 목록
모든 곡들은 특별한 언급이 없는 한 로버트 크레이에 의해 작사/작곡하였다.
| #   | 제목                      | 작사·작곡       | 재생 시간 |
| --- | ------------------------- | --------------- | --------- |
| 1.  | 〈Nothing Against You〉   |                 | 5:46      |
| 2.  | 〈Do That for Me〉        |                 | 4:26      |
| 3.  | 〈Back Home〉             |                 | 5:59      |
| 4.  | 〈The One in the Middle〉 | 지미 퓨         | 5:17      |
| 5.  | 〈Little Birds〉          |                 | 3:50      |
| 6.  | 〈Trick or Treat〉        | 오티스 레딩     | 3:10      |
| 7.  | 〈Simple Things〉         |                 | 4:46      |
| 8.  | 〈Jealous Minds〉         | 케빈 헤이스, 퓨 | 4:43      |
| 9.  | 〈Not Bad for Love〉      |                 | 7:12      |
| 10. | 〈I Can't Quit〉          |                 | 5:04      |